# 阿萨姆教堂

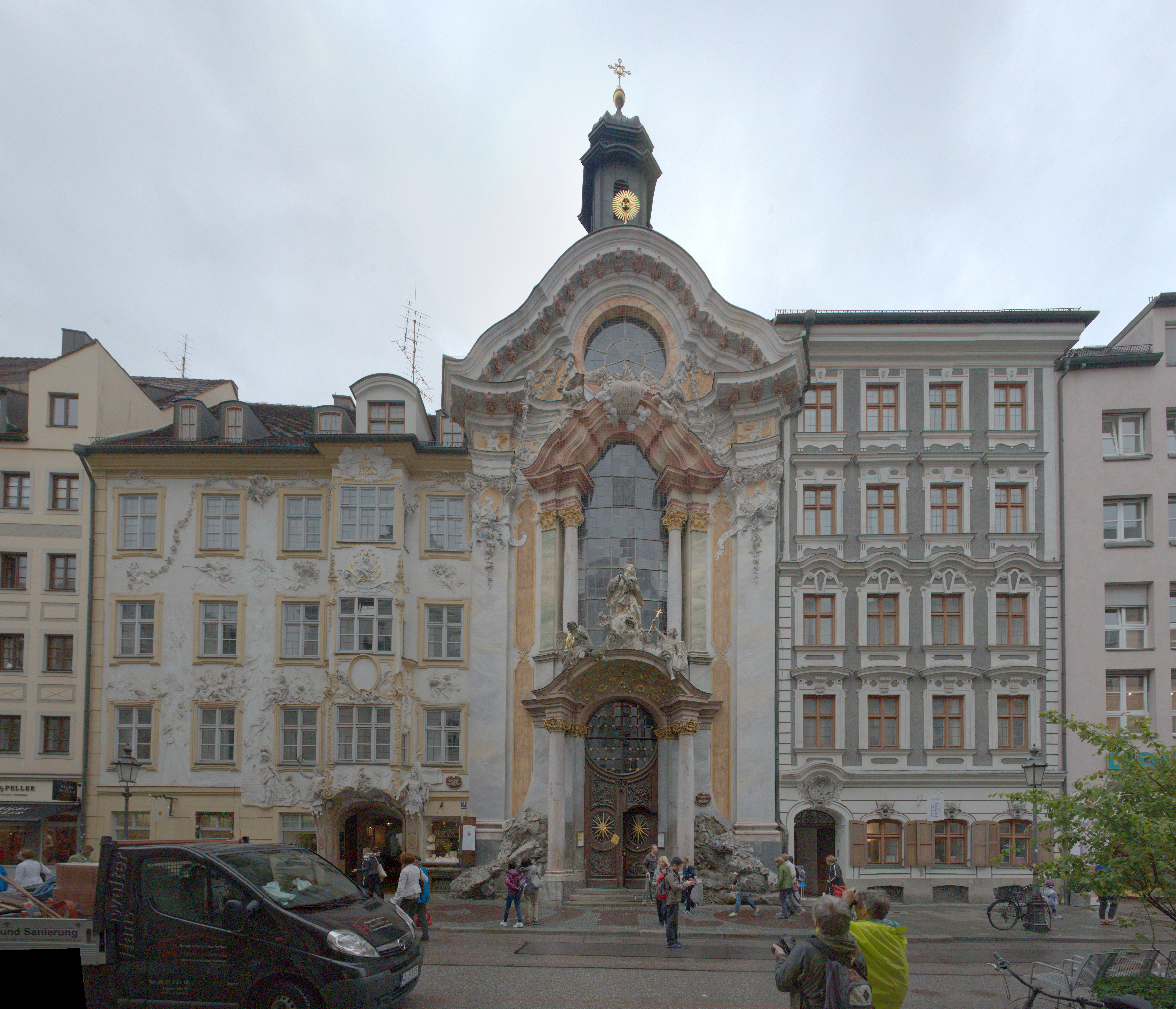
阿萨姆教堂

阿萨姆教堂（Asamkirche）的正式名称是内波穆克圣若翰教堂，是德国慕尼黑的一座教堂，建于1733年到1746年，由阿萨姆兄弟（Egid Quirin Asam和Cosmas Damian Asam）建造，作为私人教堂使用。由于市民的反对，兄弟被迫将教堂向公众开放，虽然他们继续承担建筑的所有费用。阿萨姆教堂是巴伐利亚晚期巴洛克建筑或洛可可建筑最辉煌的成就之一。其右侧是建于1733年的阿萨姆宅邸，左侧是建于1771年的神父楼。
的先锋艺术家阿萨姆（Cosmas Damian Asam）兄弟捐建。
装饰华丽的正立面描绘波希米亚圣徒内波穆克圣若翰的事迹。教堂的天花板装饰着华丽的绘画和金饰，祭坛

## 图片

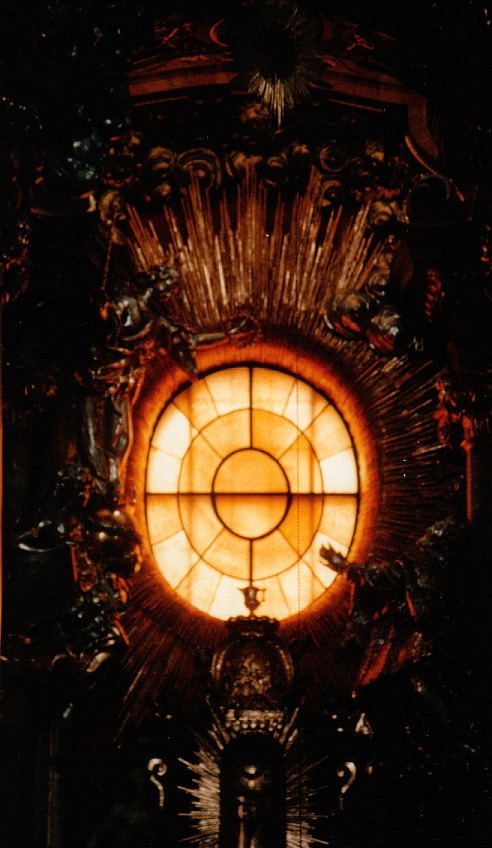
祭坛上面的窗户
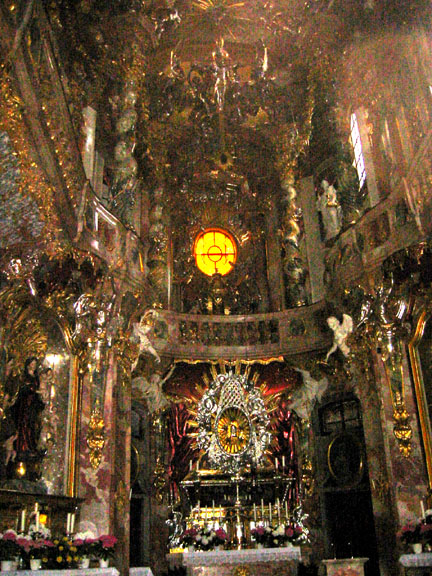
装饰华丽的内部
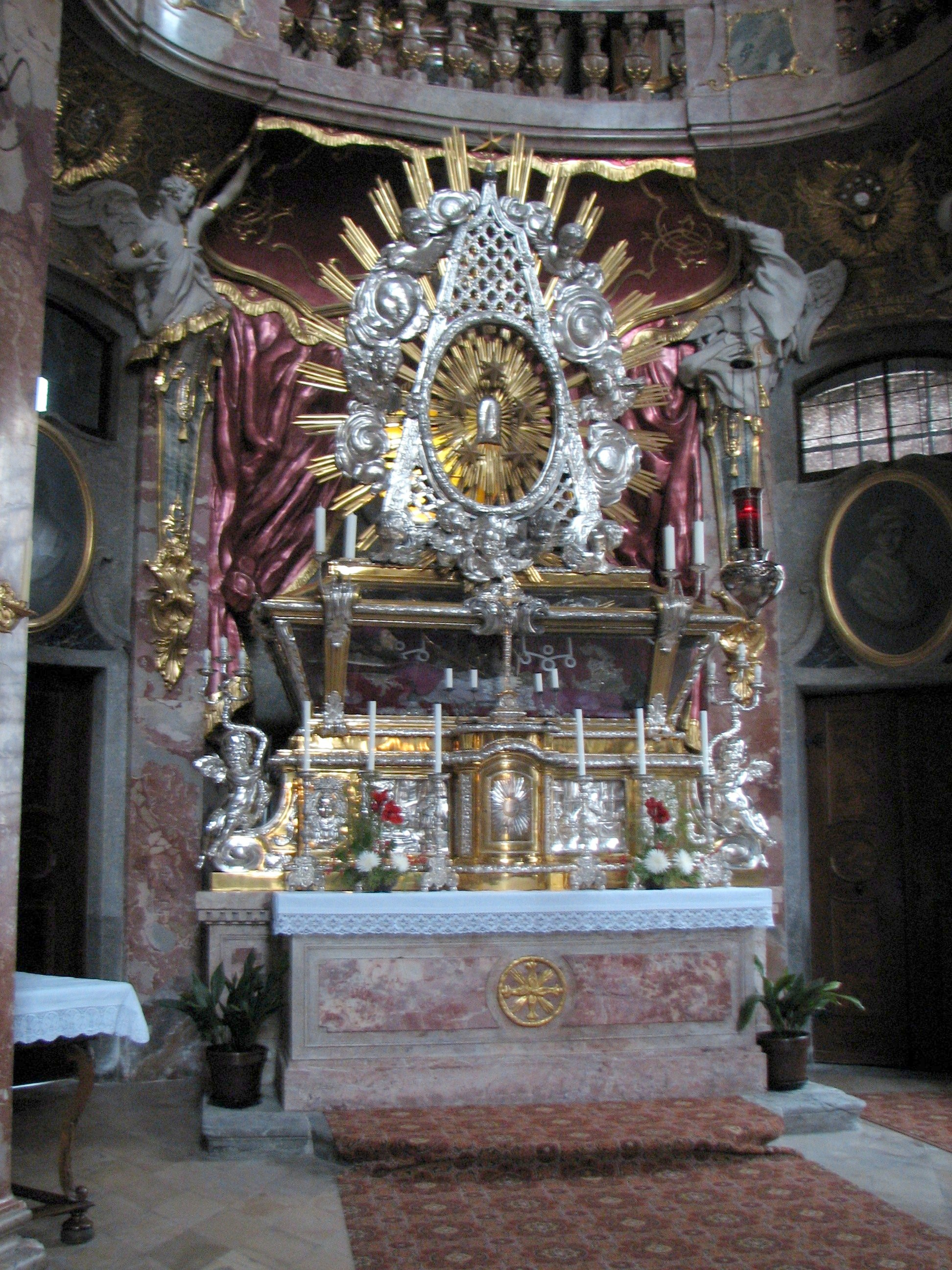
祭坛
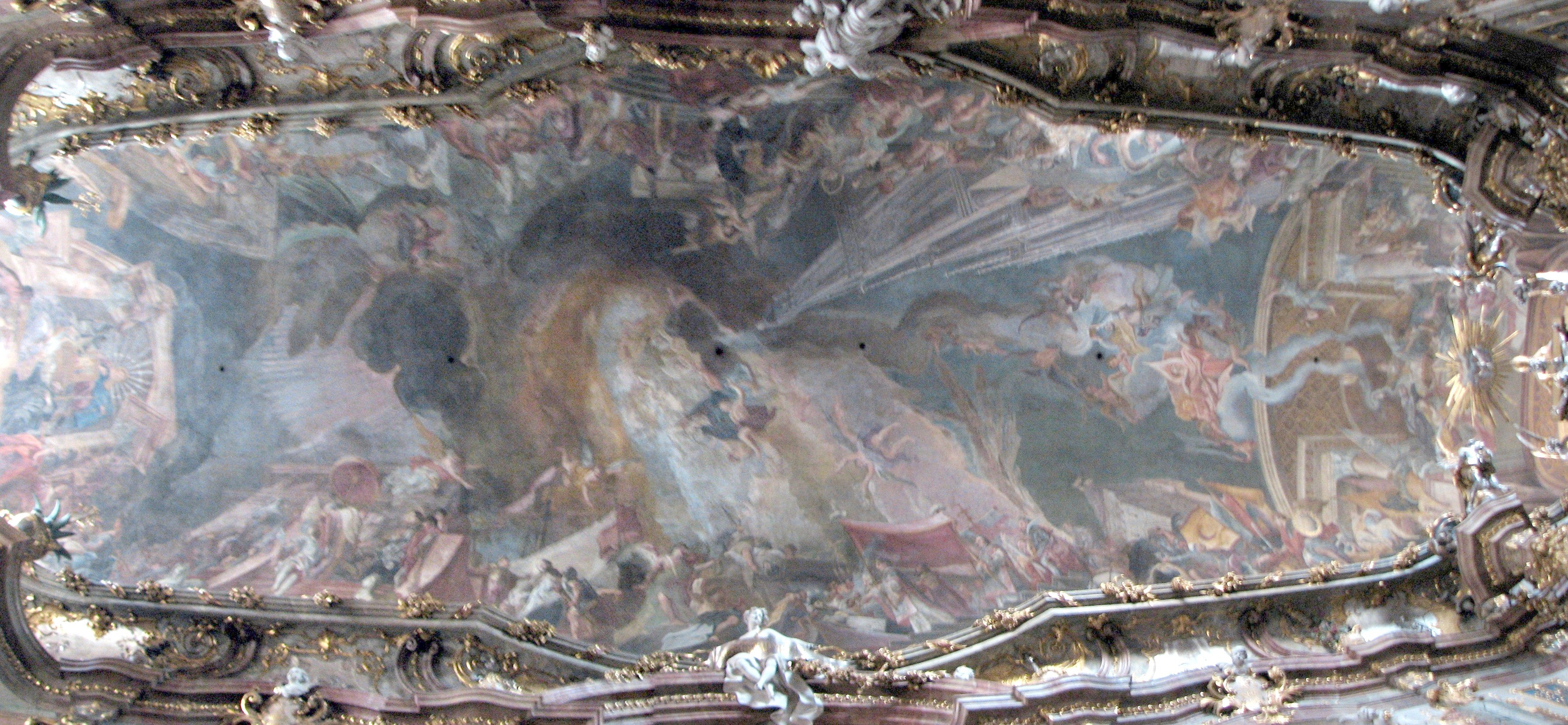
天花板